# Taras Bondarenko
Taras Romanovyč Bondarenko (in ucraino Тарас Романович Бондаренко?; Zaporižžja, 23 settembre 1992) è un calciatore ucraino, difensore dell'AS Trenčín.

## Carriera
Ha giocato nella massima serie dei campionati serbo e kazako.